# Sinjo byrdo
Sinjo byrdo (bułg. Синьо бърдо) – wieś w północnej Bułgarii, w obwodzie Wraca, w gminie Roman. Według danych Narodowego Instytutu Statystycznego w Bułgarii, 31 grudnia 2011 roku wieś liczyła 450 mieszkańców. Święty sobór we wsi odbywa się 26 listopada.